# FGM-148 Javelin
L'FGM-148 Javelin è un'arma anticarro portatile, in servizio nelle forze armate statunitensi. L'arma utilizza un sistema di guida automatica a infrarossi, che permette all'operatore di cercare copertura immediatamente dopo avere sparato, diversamente a quanto succede con i sistemi anticarro filoguidati. Il sistema è composto da un lanciatore riutilizzabile (CLU, Command Launch Unit) e da un missile HEAT a combustibile solido, che è in grado di superare le difese e le corazze reattive dei moderni carri attaccandoli dall'alto, dove la corazza è più sottile.

## Descrizione
Il personale di lancio è di norma costituito da due persone, ma può essere lanciato anche da una persona singola. Il bersaglio viene individuato in fase di puntamento, ed è agganciato e seguito autonomamente dal missile, senza che siano necessari altri interventi da parte del personale che lo ha lanciato ("lancia e dimentica") per mezzo del calore emanato dal bersaglio stesso; il puntamento è facilitato dall'elettronica dell'arma che, oltre a una funzione di zoom, ne include anche una di visione notturna.
Il missile può operare in due differenti modalità:
- Direct Attack: il missile colpisce con volo diretto il bersaglio a una quota massima di 60 m superiore al punto di lancio;
- Top Attack: il missile si innalza fino a 150 m di altezza prima di colpire, se occorre, in picchiata.

La parte superiore dei veicoli blindati si presenta solitamente piatta e non ha i tipici profili inclinati e sfuggenti destinati a deviare i proiettili di provenienza orizzontale. Nella modalità "Top Attack" il missile, grazie alla condizione di velocità raggiunta in picchiata, ricade sull'obiettivo con un altissimo potere di penetrazione.
Allo scopo di neutralizzare la difesa delle moderne corazze reattive, il missile utilizza una doppia testata HEAT in tandem, la prima carica esplosiva fa saltare le corazze reattive esterne, la seconda carica (principale) penetra nella corazza. I moderni carri russi, al fine di neutralizzare la minaccia portata dai moderni missili anticarro, hanno sviluppato e testato con successo il sistema di protezione attiva ARENA.

## Utilizzatori
Albania
- Forca Tokësore

Numero di missili, importo del contratto e tempi di consegna non sono specificati.
 Arabia Saudita
- Reale forza terrestre saudita

20 CLU e 150 missili acquistati nel 2010.
 Australia
- Australian Army[5]

 Brasile
- Exército Brasileiro

Vendita di un massimo di 222 missili e 33 CLU approvata il 9 agosto 2022.
 Emirati Arabi Uniti
- Esercito degli Emirati Arabi Uniti

260 missili richiesti nel 2011 e 331 missili acquistati nel 2019.
 Estonia
- Eesti maavägi

350 missili e 120 Command Launch Unit acquistati nel 2014.
- Kaitseliit[10]

 Francia
- Armée de terre

76 CLU e 260 missili acquistati nel 2011 e ritirati dal servizio nel 2021.
 Georgia
- Forze terrestri georgiane

410 missili e 72 CLU acquistati nel 2017, 82 missili e 46 CLU acquistati nel 2021.
 Giordania
- Al-Quwwāt al-Barriyya al-Urdunniyya

30 CLU e 116 missili ricevuti nel 2004, 162 lanciatori e 1 808 missili acquistati nel 2009 e altri acquistati nel 2017.
 Irlanda
- Irish Army

In servizio dal 2003.
 Lettonia
- Latvijas Sauszemes spēki

Il 16 maggio 2022 Lockheed Martin ha annunciato di avere concluso un accordo per la vendita di Javelin alla Lettonia.
 Lituania
- Lietuvos kariuomenės Sausumos pajėgos

Primo cliente straniero nel 2002.
 Norvegia
- Kongelige Norske Hæren

In servizio dal 2009. Ulteriori 120 missili acquistati nel 2021 e altri nel 2022.
 Nuova Zelanda
- New Zealand Army

Acquistati nel 2003 e consegnati tra il 2006 e il 2007.
 Polonia
- Wojska Lądowe

180 missili e 79 CLU acquistati nel 2020.
 Qatar
- Esercito del Qatar

50 missili e 10 CLU acquistati nel 2016.
 Regno Unito
- British Army[23]
- Royal Marines[24]

 Rep. Ceca
- Pozemní síly Armády České republiky

In servizio dal 2006.
 Stati Uniti
- United States Army
- United States Marine Corps

 Taiwan
- Zhōnghuá Mínguó Lùjūn

42 CLU consegnati nel 2022, 400 missili in consegna tra il 2023 e il 2024.
 Thailandia
- Kongthap Bok Thai

Vendita di 300 missili e 50 CLU approvata nel 2021.
 Ucraina
- Forze terrestri ucraine

76 lanciatori e 540 missili consegnati dagli Stati Uniti tra il 2018 e il 2021, ulteriori 300 consegnati a gennaio 2022. Alcuni donati da Estonia, Lettonia e Lituania prima dell'invasione russa dell'Ucraina del 2022, numero non noto donato dal Regno Unito dopo l'invasione, oltre 8 750 missili donati dagli Stati Uniti dopo l'invasione.